# Атгазис, Марис
Ма́рис А́тгазис (латыш. Māris Atgāzis; 15 октября 1935, Рига — 8 января 2018, там же) — советский и латвийский историк и археолог. Доктор исторических наук. Специалист по формам и распространению оружия железного века.

## Биография
Родился 15 октября 1935 в Риге в семье учителя Карла Атгазиса. Детство провел в районе Алуксне. Учился в Алсвикской и Алуксненской школе. В 1959 году окончил Латвийский университет с дипломной работой «Latgaļu karavīra apbruņojums 9.—13. gs.» (Вооружение латгальских воинов. 9—13 ст.). В 1958 году поступает работать лаборантом в фотолабораторию АН Латвийской ССР, с 1966 младший научный сотрудник. С 1961 по 1941 участвует в ряде археологических экспедиций. В 1998 году защищает докторскую диссертацию на тему «Tuvcīņas ieroči senajā Latvijā 10.—13. gadsimtā» (Рукопашное оружие в древней Латвии 10—13 ст.). С 2007 года на пенсии.
23 ноября 2017 года в Юрмале Марис получил тяжёлые травмы при столкновении с поездом. 8 января 2018 года скончался от полученных травм в Риге.

## Научная деятельность
Марис Атгазис автор более 200 научных и научно популярных публикаций. Провел более 20 археологических раскопок в Земгале, в зоне строительства Даугавпилсской гидроэлектростанции, в северо-восточном регионе Видземе. C 1961 по 1963 год руководил раскопками могильника Чунканы-Дреньгеры и на поселении Спиетини. В 1971 году участвовал в раскопках Кестеру (Ķesteru senkapos). С 1978 по 1983 год принимал участие в раскопках в районе Алуксненского замка, где открыл поселение балтийских финнов. Затем принимал участие в раскопках древнего захоронения Spieķu (1979), древнем кладбище Асару (Алсвикская волость, 1983), поселения на острове Цепурите (1983). Участвовал в симпозиумах и конференциях в Польше, Дании и Швеции.

## Работы
- Latgaļu 9.—12. gs. cirvji. Arheoloģija un etnogrāfija. 6. laidiens. Rīga: Latvijas PSR Zinātņu Akadēmijas izdevniecība, 1964. 105.—125. lpp.;
- Dzelzs iedzītņa šķēpu gali ar atkarpēm Latvijā. Arheoloģija un etnogrāfija. 11. laidiens. Rīga: Zinātne, 1974. — 154.—173. lpp.;
- «Latvijas PSR arheoloģija» (соавтор подразделов по среднему и позднему железному веку, 1974)
- Вопросы этнической истории земгалов. Из древнейшей истории балтских народов. Рига: Зинатне, 1980, с. 89—101;
- First Finds of Three-armed (Trefoil) Brooches mit Skandinavien. Die Kontakte zwischen Ostbaltikum und Skandinavien im Frühen Mittelalter. Internationale Konferenz 23.—25. Oktober 1990, Riga. Studia Baltica Stockholmiensia, 9. Uppsala: 1992, p. 9.—32
- Dreņģeru—Čunkānu 241. kaps un šķēpu līdzdošanas tradīcija 8.—9. gs. zemgaļu apbedījumos. Arheoloģija un etnogrāfija. 17. laidiens. Rīga: Zinātne, 1994., 29.—40. lpp.
- Par Jaunlīves apmetni un tajā atklāto dzelzs ieguves krāsni. Arheoloģija un etnogrāfija. 16. laidiens. Rīga: Zinātne, 1994., 81.—92. lpp;
- Āvas cirvji Latvijā. Arheoloģija un etnogrāfija. 17. laidiens. Rīga: Latvijas vēstures institūta apgāds, 1997., 53.—63. lpp.;
- Tērvetes senvietas, to pētniecības gaitu sākums un daži senvietu hronoloģijas jautājumi. Arheoloģija un etnogrāfija. 20. laidiens. Rīga: Latvijas vēstures institūta apgāds, 2000., 18.—31. lpp;
- Spietiņu uzkalniņkapi un to vieta Spietiņu un Plāteru senvietu kopā. Arheoloģija un etnogrāfija. 23. laidiens. Rīga: Latvijas vēstures institūta apgāds, 2006., 16.—40. lpp.
- «Latvijas senākā vēsture: 9. g.t. pr. Kr. — 1200. g.» (автор раздела по среднему железному веку, 2001)